# Holden VK
De Holden VK was een serie van automerk Holden uit 1984. Het was de eerste keer dat het Australische merk de Commodore grondig veranderde. Ook bevatte deze serie voor het eerst een niet-Commodore model: de Holden Calais.

## Geschiedenis
Na een grondige hertekening van de lijnen had de VK-serie een agressiever en hoekiger uiterlijk en zag hij er ook langer uit. Achteraan werd een extra zijruitje toegevoegd en het was ook de eerste Commodore die kunststof bumpers meekreeg. Onder de motorkap bleven twee motoren over: de 3,3 liter 6-in-lijn en de 5 liter V8. Die I6 kreeg ook optioneel elektronische brandstofinjectie en een motormanagementsysteem en dat zorgde voor sterk verbeterde prestaties. De kleinere 1,9 l vier-in-lijn en de kleinste 6-in-lijn werden geschrapt.
Ook het modellengamma werd onder handen genomen. De SL/E werd vervangen door het nieuwe model Calais. Tussen het basismodel SL en de Calais kwamen de Executive en de Berlina, waarvan die laatste de SL/X verving. De Calais was het topmodel en droeg als enige model niet de naam Commodore. Met de VK-serie kon Holden de koppositie op de thuismarkt niet heroveren, maar er werd wel terrein gewonnen. In sommige verkoopmaanden stond de VK wel op de eerste plaats.

## Modellen
- Feb 1984: Holden Commodore SL Sedan
- Feb 1984: Holden Commodore Executive Sedan
- Feb 1984: Holden Commodore Berlina Sedan
- Feb 1984: Holden Commodore SL Station Wagon
- Feb 1984: Holden Commodore Executive Station Wagon
- Feb 1984: Holden Commodore Berlina Station Wagon
- Feb 1984: Holden Commodore SS Sedan
- Feb 1984: Holden Calais Sedan